# Bisdom Hildesheim
Het bisdom Hildesheim (Latijn: Dioecesis Hildesiensis) is een rooms-katholiek bisdom in het noorden van Duitsland. Het omvat het oostelijke deel van de deelstaat Neder-Saksen en de stad Bremen en Bremerhaven. Het bisdom is gesticht in 815, als voortzetting van het eerder door Karel de Grote gestichte bisdom Elze. De kathedraal van het bisdom is de Dom van Hildesheim.
Zie voor gegevens over de wereldlijke macht en over het machtsgebied van deze (prins-)bisschoppen onder Prinsbisdom Hildesheim.